# سنت جوزف (مینه‌سوتا)
سنت جوزف (به انگلیسی: St. Joseph) شهری در شهرستان استیرنز ایالت مینه‌سوتا در کشور ایالات متحده آمریکا است که جمعیت آن در سرشماری سال ۲۰۱۰ میلادی، ۶۵۳۴ نفر بوده‌است.